# Motorpsycho (pel·lícula)
Motorpsycho o Motor Psycho és una pel·lícula de 1965 de Russ Meyer. Feta just abans de la més coneguda de Meyer Faster, Pussycat! Kill! Kill! (1965), la pel·lícula explora temes similars de sexe i violència, però se centra en una colla de motocicletes, a diferència de la colla femenina de gogós que apareix a Faster, Pussycat!. Motorpsycho també destaca per contenir una de les primeres representacions d'un personatge sàdic veterà del Vietnam al cinema.

## Trama
La història tracta d'un veterinari la dona del qual és violada per una banda de moters liderada per un sàdic veterà del Vietnam. Després que la banda mata un ancià, la seva dona s'uneix amb el veterinari per caçar la banda.

## Repartiment
- Haji com a Ruby Bonner
- Alex Rocco com a Cory Maddox
- Stephen Oliver com a brahmin
- Holle K. Winters com a Gail Maddox
- Joseph Cellini com a Dante
- Thomas Scott com a Slick
- Coleman Francis com a Harry Bonner
- Sharon Lee com Jessica Fannin
- Steve Masters com a Frank
- Arshalouis Aivazian com a esposa
- E E. Meyer com a xèrif
- George Costello com a Doctor

## Producció
Russ Meyer estava tenint problemes amb el tauler de censura a causa de les seves pel·lícules, així que va decidir fer una pel·lícula més orientada a l'acció. El títol provisional de la pel·lícula era Rio Vengeance.
Haji era ballarina en una discoteca quan va saber parlar d'audicions per a una pel·lícula. Meyer li va oferir un paper, però li va agradar tant que la va promocionar a una de les protagonistes. Més tard va recordar:
| « | En Russ va treballar amb una tripulació de cinc homes i ens va portar a tots al desert amb serps, llangardaixos i tot tipus de perills. Va pensar que si eres un noi, podries viure en una tenda de campanya al desert, però les dones les va tractar millor. Vivíem en un remolc. Quan tires al desert, tornes amb brutícia a les pestanyes i als cabells. La nostra dutxa era un gran barril amb un tap de suro, col·locat sobre quatre pals. Vau treure el suro, us vau mullar, vau tornar a enganxar el suro, ensabonat, vas tornar a treure el suro, esbandida i això va ser tot! | » |

Dos actors van resultar ferits mentre filmaven una escena amb motos i van acabar a l'hospital.

## Recepció
D'acord amb Meyer, la pel·lícula va passar "al sostre [comercialment]. Així que vaig dir: "Bé, fem una amb tres noies dolentes". Això va portar a Faster Pussycat! Kill! Kill!.
Ho va dir el Los Angeles Times i Faster Pussycat "embalen tant sexe i violència com sigui possible a la pantalla sense portar la policia. De fet, són tan ridículment eròtics i sàdics. es poden prendre com a paròdies de tot el gènere d'imatges d'explotació."

## Llegat
La banda noruega Motorpsycho va escollir el seu nom després de veure aquesta pel·lícula en una funció triple de Russ Meyer. Ja hi havia una banda que portava el nom de Mudhoney i una banda que portava el nom de Faster, Pussycat! Kill! Kill! les altres dues pel·lícules de la trilogia així que van utilitzar "Motorpsycho".
Hi ha referències a Faster, Pussycat! Matar! Kill! a la cançó "Thunder Kiss '65" de White Zombie. La cançó també utilitza la frase "motorpsycho", un joc de paraules popular amb la paraula moto que és anterior a la pel·lícula (Peter Phillips' 1961/62 pintant "Motorpsycho/Tiger" n'és un exemple notable).